# 富柏
富柏（英語：Fu Pak，代號：E07）曾是香港油尖旺區議會下轄選區，1994年設立，2003年採用現名，2024年因改制被撤銷；末代區議員為前公民黨成員余德寶，但該議席於2021年7月9日起已因其辭職而懸空至選區撤銷。

## 範圍及名稱
選區位於旺角西填海區，現時包括海庭道沿線北面部分，以海富苑、柏景灣、帝柏海灣一帶樓宇為主，名稱亦由兩個屋苑各取一字而來。相鄰選區有富榮、旺角西、奧運與及櫻桃。2015年選舉帝峰皇殿由本區改劃到櫻桃選區，投票站設於保良局陳守仁小學。

## 沿革
富柏選區可以追溯到旺角中選區，旺角中由旺角西及旺角北選區於1994年分拆而成。1993年港督彭定康推行政改方案改革區議會，取消所有委任議席及雙議席選區制度，全面實行單議席單票制，並改由選區分界及選舉事務委員會制定，區議會選區數目亦隨人口變動而大幅增加，旺角中是當時新增選區之一。
1994年區議會選舉，旺角中選區由快富街、彌敦道、豉油街、廣東道、山東街、渡船街、亞皆老街及廣東道所包圍加上有待開發的原油麻地避風塘北部填海地，選舉有三名候選人包括原旺角西區議員岑德安、港同盟匯點聯合推薦的黎自立及公共事務評議會張鈺明爭奪，最後岑以580票勝出（黎得到472票、張得140票）。選後港同盟匯點合併成立民主黨，黎自立亦為創黨成員。
1999年區議會選舉岑德安放棄連任，吸引到三名候選人參選，當中民主黨黎自立繼續參選，另外候選人有朱韶洪及陳偉泉，結果黎以571票擊敗取得111票的朱和280票的陳勝出。由於原油麻地避風塘北部填海地海富苑及柏景灣相繼於2000年左右落成，黎工作重點亦轉往該兩個屋苑。
2003年區議會選舉，旺角中合併入旺角西選區，由海富苑及柏景灣所新設的富柏選區取代，原旺角中區議員黎自立轉區參選爭取連任，民建聯派嚴國強參選，而民協則派出司徒碧琪，同場亦有報稱獨立的黃紹文，最終基於七一效應推高投票人數下，黎以過半數票勝出另外三位候選人。值得一提的是嚴國強一張成功爭取綠公仔延長兩秒横額被廣泛報導，被視為民建聯小事化大的例子。
2007年區議會選舉，新世紀論壇成員陳偉強透過參與九龍社團聯會屬會「海泓社區服務協會」及鄰區富榮鍾港武所累積社區服務經驗挑戰黎自立，最後陳偉強成功當選，選後陳獲西九新動力邀請為地區顧問。2011年區議會選舉陳偉強再次參選，在未有對手之下自動當選連任。
公民黨因應陳偉強自動當選，於2014年派出海富苑居民余德寶落區服務。2015年區議會選舉，基於帝峯 · 皇殿落成後使該選區人口過多，其後當局將帝峯 · 皇殿劃入櫻桃選區。修改後人口估算約18,820人，其中有9,108位選民，陳偉強宣佈不競逐連任，改由與正義聯盟關係密切的經民聯成員羅少雄出選，但羅並沒有打正經民聯旗號，對上公民黨成員余德寶。最終余德寶以2,859票勝出取得1,924票的羅少雄，成為公民黨油尖旺區內第一個區議員，亦為當屆油尖旺區最高得票當選人。
2019年區議會選舉，余德寶取得超過六成選票擊敗九龍社團聯會的陳德立成功連任，成為油尖旺區最高得票當選人。因應泛民主派選後在油尖旺區議會過半數，余獲選為區議會副主席。2021年6月，余德寶與其餘十名公民黨區議員退黨。2021年7月9日，因應政府計劃追討協助民主派初選區議員的酬金津貼傳聞所帶動的區議員辭職潮中，余德寶宣佈辭去區議員職務

## 歷屆議員
| 屆別                  | 議員   | 政治聯繫      |      |
| --------------------- | ------ | ------------- | ---- |
| 1994年－1999年        | 岑德安 |               |      |
| 2000年－2003年        | 黎自立 | 民主黨        |      |
| 2004年－2007年        | 黎自立 | 民主黨        |      |
| 2008年－2011年        | 陳偉強 | 西 西九新動力 |      |
| 2012年－2015年        | 陳偉強 | 西 西九新動力 |      |
| 2016年－2019年        | 余德寶 | 公民黨        |      |
| 2020年－2021年7月9日  | 余德寶 | 公民黨        |      |
| 2021年7月10日－2023年 | 懸空   | 懸空          | 懸空 |

## 歷屆選舉結果
| 政党   | 政党                    | 候选人    | 票数  | %     | ±      |
| ------ | ----------------------- | --------- | ----- | ----- | ------ |
|        | 公民黨                  | 1. 余德寶 | 4,748 | 62.54 | +2.77  |
|        | 西九新動力/九龍社團聯會 | 2. 陳德立 | 2,844 | 37.46 | 不適用 |
| 多数票 | 多数票                  | 多数票    | 1,904 | 25.08 | 不適用 |

| 政党   | 政党   | 候选人    | 票数  | %     | ±      |
| ------ | ------ | --------- | ----- | ----- | ------ |
|        | 公民黨 | 1. 余德寶 | 2,859 | 59.77 | 不適用 |
|        | 經民聯 | 2. 羅少雄 | 1,924 | 40.23 | 不適用 |
| 多数票 | 多数票 | 多数票    | 935   | 19.55 | 不適用 |

| 政党   | 政党       | 候选人 | 票数     | %      | ±      |
| ------ | ---------- | ------ | -------- | ------ | ------ |
|        | 西九新動力 | 陳偉強 | 自動當選 | 不適用 | 不適用 |
| 多数票 | 多数票     | 多数票 | 不適用   | 不適用 | 不適用 |

| 政党   | 政党   | 候选人    | 票数  | %     | ±      |
| ------ | ------ | --------- | ----- | ----- | ------ |
|        | 民主黨 | 1. 黎自立 | 1,195 | 40.33 | 不適用 |
|        | 新論壇 | 2. 陳偉強 | 1,768 | 59.67 | 不適用 |
| 多数票 | 多数票 | 多数票    | 573   | 19.34 | 不適用 |

| 政党   | 政党   | 候选人      | 票数  | %     | ±      |
| ------ | ------ | ----------- | ----- | ----- | ------ |
|        | 獨立   | 1. 黃紹文   | 298   | 11.02 | 不適用 |
|        | 民建聯 | 2. 嚴國強   | 573   | 21.18 | 不適用 |
|        | 民主黨 | 3. 黎自立   | 1,455 | 53.79 | 不適用 |
|        | 民協   | 4. 司徒碧琪 | 379   | 14.01 | 不適用 |
| 多数票 | 多数票 | 多数票      | 882   | 32.61 | 不適用 |

| 政党   | 政党   | 候选人    | 票数 | %     | ±      |
| ------ | ------ | --------- | ---- | ----- | ------ |
|        | 獨立   | 1. 朱韶洪 | 111  | 11.54 | 不適用 |
|        | 民主黨 | 2. 黎自立 | 571  | 59.36 | 不適用 |
|        | 獨立   | 3. 陳偉泉 | 280  | 29.11 | 不適用 |
| 多数票 | 多数票 | 多数票    | 291  | 30.25 | 不適用 |

| 政党   | 政党           | 候选人 | 票数 | %     | ±      |
| ------ | -------------- | ------ | ---- | ----- | ------ |
|        | 無黨派         | 岑德安 | 580  | 48.66 | 新選區 |
|        | 港同盟/匯點    | 黎自立 | 472  | 39.60 | 新選區 |
|        | 公共事務評議會 | 張鈺明 | 140  | 11.74 | 新選區 |
| 多数票 | 多数票         | 多数票 | 108  | 9.06  | 新選區 |